# Geelkopjufferduif
De geelkopjufferduif (Ptilinopus layardi, synoniem: Chrysoena viridis) is een vogel uit de familie Columbidae (duiven). Deze vogel is genoemd naar de Britse ornitholoog Edgar Leopold Layard.

## Verspreiding en leefgebied
Het is een endemische vogelsoort op de Fiji-eilanden.

## Status
De grootte van de populatie is in 2005 geschat op 6700 volwassen vogels. Op de Rode lijst van de IUCN heeft deze soort de status gevoelig.